# Urs Fischer (Fussballspieler)
Urs Fischer (* 20. Februar 1966 in Triengen) ist ein Schweizer Fussballtrainer und ehemaliger -spieler. Von 2018 bis Mitte November 2023 war er Trainer des 1. FC Union Berlin, mit dem er von der 2. Fussball-Bundesliga in die Bundesliga aufstieg. Dort konnte sich die Mannschaft unter seiner Leitung dreimal für europäische Wettbewerbe qualifizieren, darunter 2023 erstmals für die UEFA Champions League.

## Karriere

### Als Spieler
Der in Zürich-Affoltern aufgewachsene Urs Fischer durchlief ab 1973 die Jugendmannschaften des FC Zürich und debütierte in der Saison 1983/84 als Profi in der ersten Mannschaft. Bis 1987 und nochmals von 1995 bis 2003 spielte Fischer beim FC Zürich und schoss in 302 Ligaspielen fünf Tore. Von 1997 bis 2003 war er Captain. Im Jahr 2000 wurde er mit der Mannschaft Cupsieger. Weitere 243 Spiele bestritt er zwischen 1987 und 1995 für den FC St. Gallen (zehn Treffer). Unter Nationalcoach Uli Stielike gelangte Fischer zu vier Länderspiel-Einsätzen.

### Als Trainer

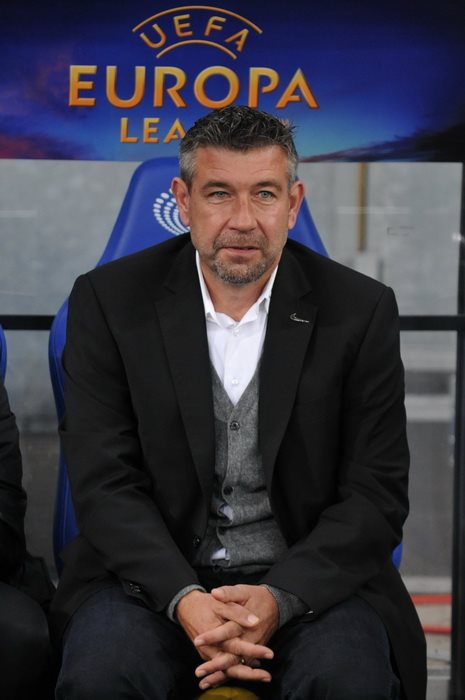
Fischer im Jahr 2013

#### Zürich und Thun
Fischer beendete im Mai 2003 seine Fussballkarriere. Nach seinem Rücktritt trainierte er die U-14- und zwei Jahre erfolgreich die U-21-Mannschaft des FC Zürich. Nach einem Intermezzo als Co-Trainer der 1. Mannschaft in der Saison 2007/08 trainierte er erneut die U-21 des FC Zürich.
Nach der Entlassung von Bernard Challandes am 19. April 2010 übernahm er zunächst ad interim die Trainerfunktion beim FCZ und wurde später Cheftrainer mit Vertrag bis Sommer 2013. In der Saison 2010/11 wurde er mit dem FC Zürich Schweizer Vizemeister. Am 12. März 2012 wurde er vom FC Zürich per sofort entlassen. Fischer übernahm in der Rückrunde der Saison 2012/13 den FC Thun. Unter Fischers Führung qualifizierte sich der FC Thun 2013/14 zum ersten Mal in seiner Clubgeschichte für die UEFA-Europa-League-Gruppenphase. Zudem erreichte Fischer mit dem FC Thun trotz kleinem Budget in der Saison 2014/15 den vierten Platz in der Meisterschaft.

#### FC Basel
Zur Saison 2015/16 wurde Fischer Trainer des FC Basel. Er unterschrieb einen Zweijahresvertrag. Mit dem FC Basel gewann er 2016 und 2017 die Schweizer Meisterschaft und 2017 den Cup. Im April 2017 hatte die Vereinsführung angekündigt, die Saison 2017/18 mit einem neuen Trainer zu beginnen.

#### Union Berlin
Zur Saison 2018/19 wurde Fischer vom 1. FC Union Berlin als neuer Cheftrainer verpflichtet. Am 27. Mai 2019 stieg er in der Relegation mit dem Verein erstmals in dessen Geschichte in die Bundesliga auf, wodurch sich sein Vertrag bis Juni 2021 verlängerte. Fischer wurde in der Kategorie «Trainer» zu Berlins Sportler des Jahres 2019 gewählt. Die Saison 2019/20 beendete der 1. FC Union Berlin auf dem 11. Platz, womit der Ligaerhalt klar geschafft wurde. Dank dem siebten Tabellenplatz in der Saison 2020/21 konnte man sich für die neugeschaffene UEFA Europa Conference League qualifizieren. Nach 2001/02 bedeutete dies die erst zweite Teilnahme am internationalen Geschäft der Vereinsgeschichte. In der Saison 2021/22 übertrumpfte er diesen Erfolg noch einmal mit dem Erreichen von Platz 5 und der Qualifikation zur Europa League. In der folgenden Saison 2022/23, in der der Verein vom sechsten bis zum zwölften Spieltag Tabellenführer gewesen war, erreichte Fischer den vierten Platz und die erstmalige Qualifikation für die Champions League. In der UEFA Europa League 2022/23 schied man im Achtelfinal gegen Royale Union Saint-Gilloise aus.
In der Folgesaison blieb Union Berlin unter Fischer wettbewerbsübergreifend in 14 Pflichtspielen in Folge sieglos – darunter 13 Niederlagen – und stand nach dem elften Spieltag der Bundesligasaison auf dem letzten Tabellenplatz. Am 15. November 2023 wurde die Zusammenarbeit zwischen dem Hauptstadtclub und Fischer sowie dessen langjährigem Assistenten Markus Hoffmann beendet.

## Titel und Auszeichnungen

### Als Spieler
- Schweizer Cupsieger: 2000

### Als Trainer
Schweiz
- Meister: 2016, 2017
- Cupsieger: 2017

Deutschland
- Aufstieg in die Bundesliga: 2019
- Qualifikation für die UEFA Champions League: 2023

### Auszeichnungen
- Trainer der Saison 2022/2023 (gewählt durch VDV)

## Persönliches
Urs Fischer ist verheiratet und hat zwei Töchter. Seine ältere Tochter Riana (* 1994) spielte bis 2022 beim FC Zürich Frauen.